# Greg Joly
Gregory James Joly, född 30 maj 1954 i Rocky Mountain House i Alberta, är en kanadensisk före detta ishockeyspelare.